# ميغ فاريس
ميغ فاريس (بالإنجليزية: Meg Farris)‏ هي صحفية أمريكية، ولدت في 30 أبريل 1958 في نيو أورلينز في الولايات المتحدة.